# محوطه بان بست
محوطه بان بست مربوط به عصر مفرغ - دوره اشکانیان - دوره ساسانیان است و در شهرستان گیلانغرب، بخش گواور، دهستان گواور، ۲/۳ کیلومتری شرق روستای کل کش واقع شده و این اثر در تاریخ ۲۷ اسفند ۱۳۸۶ با شمارهٔ ثبت ۲۲۳۶۱ به‌عنوان یکی از آثار ملی ایران به ثبت رسیده است.